# Jaín
Jaín es una localidad española del municipio de San Felices de Buelna, perteneciente a la comunidad autónoma de Cantabria.

## Toponimia
El nombre de Jaín proviene de Fabinius.

## Geografía
Se encuentra situada a 72 m s. n. m. y dista medio kilómetro de la capital municipal, Rivero. Su cercanía a la capital municipal hacía que por ejemplo la iglesia parroquial de San Félix de aquella sirviera también a Jaín y Tarriba.

## Historia
Es una de las localidades que se integró en el primer ayuntamiento constitucional de San Felices, en 1822.
En 2023, la entidad singular de población de Jaín tenía empadronados 316 habitantes, todos ellos en el núcleo de población de ese nombre.